# Nico Williams
Pour les articles homonymes, voir Williams.
Nico Williams, de son vrai nom Nicholas Williams Arthuer, né le 12 juillet 2002 à Pampelune en Espagne, est un footballeur international espagnol  qui évolue au poste d'ailier gauche à l'Athletic Club. 
Il est le frère cadet d'Iñaki Williams.

## Biographie
En quête d’une vie meilleure avant même la naissance de leurs enfants, Maria et Felix Williams quittent le Ghana en 1993 et parcourent 4 000 kilomètres, traversant le Sahara, à pied ou à l’arrière d’un camion bondé, pour rejoindre l’enclave espagnole de Melilla. Alors que son père et sa mère sont en prison après leur arrivée sur le territoire espagnol, ils reçoivent l'aide d'un Basque qui les aide à obtenir l'asile et à s'installer à Bilbao, où naît leur premier fils, Iñaki Williams,,,.

### Enfance et formation
La famille s’installe à Pampelune où naît Nico, huit ans plus tard. Contraint d’aller travailler à l’étranger, leur père laisse à son fils aîné le rôle de père à l’égard de son petit frère. Iñaki se charge notamment d’emmener Nico à l’école ainsi qu’à l’entraînement et de lui préparer à manger.
En 2013, Iñaki intègre le centre de formation de l’Athletic Bilbao et Nico, alors âgé de onze ans, le suit en rejoignant les catégories jeunes.
En fin de saison 2020-2021, sa première saison avec l'équipe B de Bilbao, le jeune attaquant de 18 ans multiplie les bonnes performances en troisième division espagnole. Devenu immédiatement un titulaire indiscutable de son équipe, il se rapproche de l'équipe première. Sur son aile droite, il est décisif sur seize des 23 matches disputé avec la réserve, pour neuf buts et dix passes décisives. Dès avril 2021, il prolonge son contrat jusqu'en juin 2024, avec une clause de prolongation activable quand il débutera en équipe première et une clause libératoire de 30 millions d'euros.

### Athletic Club (depuis 2020)
S'entraînant avec le groupe professionnel, Nico Williams connaît une première convocation avec l'équipe première de l'Athletic le 31 décembre 2020, face au rival de la Real Sociedad, mais n'entre pas en jeu.
Il fait ses débuts professionnels le 28 avril 2021, entrant en jeu lors d'un match nul 2-2 en Liga contre le Real Valladolid. Son frère Iñaki étant également entré en jeu, ils deviennent les premiers frères à évoluer en même temps pour le club basque depuis Julio et Patxi Salinas en 1986,.
Nico confirme sa place dans le groupe bilbayen la saison suivante et signe ses premières réalisations en Coupe du Roi, notamment demi-finale, ainsi qu’en Supercoupe d’Espagne.
Pour le début de la saison 2022-2023, les frères Williams disputent les douze premières journées de championnat, Nico sur l’aile droite et Iñaki en attaque. Face au Rayo Vallecano en septembre, Nico trouve le chemin des filets pour la première fois en championnat, son frère marquant aussi, pour un succès 3-2. Lors du match à domicile suivant contre Almeria, Iñaki ouvre le score sur une passe décisive de Nico avant de rendre la pareille à son petit frère pour le troisième but de l’Athletic. Avec huit réalisations et quatre passes décisives au compteur, la fratrie contribue au meilleur début de saison du club basque depuis neuf ans et leur vaut une convocation pour la Coupe du monde 2022 dans leur sélection nationale respective.

### En sélections nationales

#### Équipe de jeunes
Nico Williams représente l'Espagne pour la première fois avec l'équipe des moins de 18 ans en janvier 2020, remportant la Copa del Atlántico en marquant notamment un doublé contre le Mexique, et terminant meilleur buteur du tournoi. Il joue également un match amical en février contre le Danemark.
Williams fait ses débuts avec l'équipe espoirs espagnole le 3 septembre 2021, entrant en jeu contre la Russie lors des éliminatoires de Championnat d'Europe 2023.

#### Sélection A
À l'inverse de son frère Iñaki, qui a finalement fait le choix de représenter le Ghana, terre natale de leurs parents, Nico joue pour l’Espagne.
Nico intègre pour la première fois la Roja en septembre 2022 dans le cadre de la Ligue des nations de l’UEFA. Le cadet de la fratrie fait ses débuts internationaux contre la Suisse. Entré en cours de jeu face au Portugal pour sa deuxième apparition, il est à l’origine du but victorieux d’Alvaro Morata, qualifiant le groupe de Luis Enrique pour le Final Four.
Le 11 novembre 2022, il fait partie de la sélection de 26 joueurs établie par Luis Enrique pour participer à la Coupe du monde 2022. Il participe à quatre matchs, dont un comme titulaire, avant l'élimination de l'Espagne par l'équipe du Maroc en huitième de finale.
En mai 2024, il figure dans une liste élargie de 29 joueurs appelés par Luis de la Fuente pour l'Euro 2024 puis il fait partie de la liste définitive de 26 joueurs publiée le 7 juin,. Il s'y distingue fortement, notamment dans le match contre la Géorgie, en huitième de finale où il y marque un but et réalise une passe décisive (4-1), mais surtout lors de la finale où il inscrit le premier but de la rencontre dès le début de la deuxième mi-temps. Il devient le plus jeune buteur lors d'une finale d'Euro depuis Pietro Anastasi. Il marque par ailleurs sur une passe décisive de Lamine Yamal, 17 ans, qui concrétise une forte complicité formée entre les deux jeunes prodiges lors de ce tournoi.  

## Style de jeu
Ailier droit de formation pouvant également évoluer sur l'autre aile, Nico Williams se distingue par sa vitesse, mais surtout par sa capacité de percussion et ses dribbles .

## Statistiques
| Saison                | Club                  | Championnat           | Championnat | Championnat | Championnat | Coupe(s) nationale(s) | Coupe(s) nationale(s) | Coupe(s) nationale(s) | Supercoupe | Supercoupe | Supercoupe | Compétition(s) continentale(s) | Compétition(s) continentale(s) | Compétition(s) continentale(s) | Compétition(s) continentale(s) | Espagne | Espagne | Espagne | Total | Total | Total |
| Saison                | Club                  | Division              | M.          | B.          | P.d.        | M.                    | B.                    | P.d.                  | M.         | B.         | P.d.       | Comp.                          | M.                             | B.                             | P.d.                           | M.      | B.      | P.d.    | M.    | B.    | P.d.  |
| 2020-2021             | Athletic Bilbao       | Liga                  | 2           | 0           | 0           | -                     | -                     | -                     | -          | -          | -          | -                              | -                              | -                              | -                              | -       | -       | -       | 2     | 0     | 0     |
| 2021-2022             | Athletic Bilbao       | Liga                  | 34          | 0           | 0           | 4                     | 2                     | 1                     | 2          | 1          | 0          | -                              | -                              | -                              | -                              | -       | -       | -       | 40    | 3     | 1     |
| 2022-2023             | Athletic Bilbao       | Liga                  | 36          | 6           | 4           | 7                     | 3                     | 0                     | -          | -          | -          | -                              | -                              | -                              | -                              | 8       | 1       | 1       | 51    | 10    | 5     |
| 2023-2024             | Athletic Bilbao       | Liga                  | 31          | 5           | 11          | 6                     | 3                     | 5                     | -          | -          | -          | -                              | -                              | -                              | -                              | 11      | 2       | 5       | 48    | 10    | 21    |
| 2024-2025             | Athletic Bilbao       | Liga                  | 29          | 5           | 5           | 2                     | 1                     | 0                     | 1          | 0          | 0          | C3                             | 13                             | 5                              | 3                              | 7       | 2       | 3       | 52    | 13    | 11    |
| 2025-2026             | Athletic Bilbao       | Liga                  | 1           | 1           | 1           | 0                     | 0                     | 0                     | 0          | 0          | 0          | C1                             | 0                              | 0                              | 0                              | 0       | 0       | 0       | 1     | 1     | 1     |
| Total sur la carrière | Total sur la carrière | Total sur la carrière | 133         | 17          | 21          | 19                    | 9                     | 6                     | 3          | 1          | 0          | -                              | 13                             | 5                              | 3                              | 26      | 5       | 9       | 194   | 37    | 39    |

## Palmarès

### En club
- Athletic Bilbao
  - Coupe d'Espagne (1) 
    - Vainqueur : 2024

  - Supercoupe d'Espagne
    - Finaliste : 2022

### En sélection
Espagne
- Vainqueur de l’Euro 2024